# Golpe de Estado no Paquistão em 1977

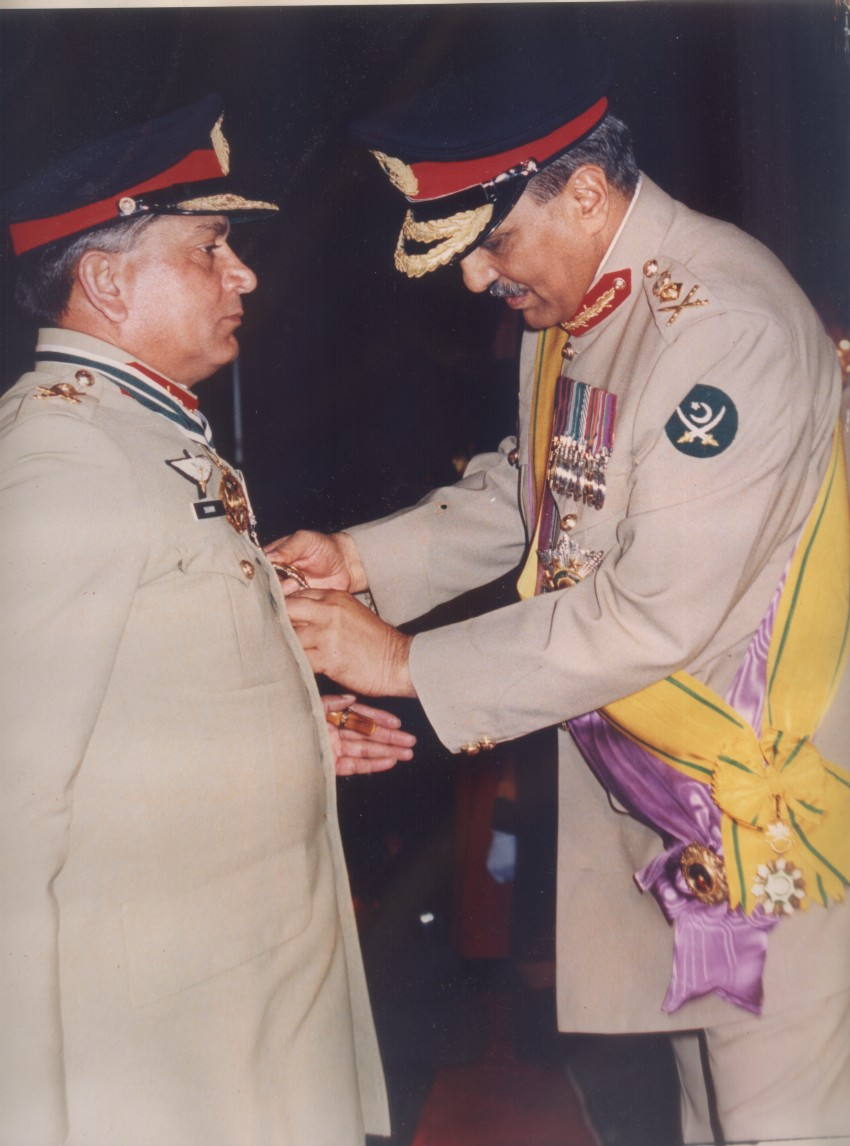
General ganhando medalha

Golpe de Estado no Paquistão em 1977, com o codinome Operação Fair Play, foi um golpe de Estado ocorrido em 5 de julho de 1977 pelo Chefe do Estado Maior do Paquistão General Muhammad Zia-ul-Haq que depôs o governo do primeiro-ministro Zulfikar Ali Bhutto. O golpe de Estado em si foi sem derramamento de sangue e foi precedido por uma agitação social e conflito político entre o partido governista de esquerda, o Partido Popular do Paquistão de Bhutto, e a oposição islâmica de direita, a Aliança Nacional do Paquistão, que acusava Bhutto de fraudar as eleições gerais de 1977. Ao anunciar o golpe, Zia prometeu "eleições livres e justas" no prazo de 90 dias, mas estas foram adiadas várias vezes e só seriam realizadas em 1985. O próprio Zia ficou no poder por 11 anos até sua morte em um acidente de avião.

## Antecedentes
Antecipando os resultados das eleições gerais de 7 de março de 1977, nove grupos de oposição se unem para criar a Aliança Nacional do Paquistão (ANP). O bem conhecido ambiente de instabilidade da década de 1970 aparecerá novamente como resultado destas eleições, que seriam consideradas fraudulentas por muitos paquistaneses, a começar pela oposição. Na verdade, com a confirmação da vitória esmagadora do Partido Popular do Paquistão e do seu líder fundador Bhutto, a ANP denunciou diversas fraudes eleitorais e lançou um movimento de protesto sem precedentes. Ocorreu um confronto direto entre partidários e adversários do PPP, e por conseguinte, protestos violentos eclodiram em muitas partes do país, apesar da intervenção enérgica do exército que tenta restaurar a ordem e manter a calma.

## Golpe
Assim, aproveitando-se da instabilidade política reinante, o general Muhammad Zia-ul-Haq orquestrou um golpe em 5 de julho de 1977 depondo o governo do primeiro-ministro Zulfikar Ali Bhutto, no poder durante quase quatro anos. Os líderes políticos foram detidos e a lei marcial foi instaurada, houve também o comprometimento em devolver o poder a um governo civil depois das eleições, previstas para outubro. Em 6 de julho, uma proclamação da dissolução do Legislativo concede todos os seus poderes de decisão  aos administradores da lei marcial e exorta os órgãos do poder judiciário a não questionar as ordens do executivo. Zia prossegue com a islamização do Paquistão através de uma série de reformas.

## Consequências
Bhutto foi preso e condenado à morte em 4 de abril de 1979 sob as ordens da junta militar. Zia-ul-Haq, tornou-se oficialmente presidente em 16 de setembro de 1978, recusou-se a exercer o seu direito de perdão, apesar dos apelos internacionais de clemência, nomeadamente dos Estados Unidos, França e União Soviética.
O golpe de Estado foi um divisor de águas na Guerra Fria e na história do país. A lei marcial decorreu quase seis anos depois da guerra com a Índia, que terminou com a secessão do Paquistão Oriental. A era após o golpe viu-se a "islamização do Paquistão" e o envolvimento do Paquistão com os mujahideens afegãos (financiados pelos Estados Unidos e Arábia Saudita) na guerra contra os soviéticos no Afeganistão.